# الجبهة (بني العوام)

تعديل مصدري - تعديل

الجبهة هي إحدى قرى عزلة جبل نمر بمديرية بني العوام التابعة لمحافظة حجة، بلغ تعداد سكانها 127 نسمة حسب تعداد اليمن لعام 2004.